# Grščina
Gŕščina (grško Ελληνικά, latinizirano: Elliniká, starogrško Ἑλληνική, latinizirano: Hellēnikḕ) je indoevropski jezik, ki ga govorijo predvsem v Grčiji. V Grčijo so ga prinesli indoevropski naseljenci (pozneje imenovani Ahajci) okoli leta 2000 pr. n. št. V 1. tisočletju pr. n. št. je bilo več različnih narečij, ki so se delila na te narečne skupine: jonsko-atiška (jonsko, atiško), dorska, ajolska in arkadsko-kiprska. Od 3. stoletja pr. n. št. naprej je nekdanja narečja postopoma izpodrinila t. i. skupna grščina (koiné), ki je prednica srednjeveške in današnje nove grščine.
Najstarejša ohranjena grška besedila so glinaste tablice, najdene na Kreti (Knosos; nastale okoli 1400 pr. n. št.) in v celinski Grčiji (Mikene, Pilos, Tebe, Tirint; nastale okoli 1200 pr. n. št.). To so inventarni popisi ter seznami prejetega in izdanega blaga, zapisani v zlogovni pisavi, imenovani linearna pisava B.

## Izvor grškega jezika in njegovega narečja
Grški jezik spada v indoevropsko družino jezikov. Tej jezikovni družini so pripadala ljudstva, ki so v 3. tisočletju pr. n. št.  živela na območju južne Rusije, predniki Grkov pa natančneje na zahodni obali Črnega morja. Ta ljudstva so se v 2. tisočletju pr. n. št. začela seliti po Evropi, na Balkan in v Azijo. Priseljenci s severa so se postopoma naselili na celotno območje današnje Grčije in Male Azije. Ob tem niso naleteli na prazen prostor, ampak so tam živeli staroselci. V medsebojnem vplivu se je razvila nova civilizacija. Sicer ni jasno, kolikšen je bil dejanski vpliv staroselcev na jezik priseljencev, dejstvo pa je, da se je grški jezik razvil do srede 2. tisočletja pr. n. št.
Grki so bili razdeljeni na več plemen. Najpomembnejši med njimi so bili Jonci, Dorci in Ajolci. Ta plemena niso imela skupnega knjižnega jezika, ampak je vsako uporabljalo svoje narečje. Eno najpomembnejših narečij je bil klasični atiški jezik, torej narečje, ki se je govorilo in pisalo na območju Atike v klasični dobi. V tem narečju so pisali najpomembnejši avtorji grške antike, mesto pa je na kulturnem področju uživalo velik ugled. Ko je po smrti Aleksandra Velikega, ki je prvič v zgodovini Grke združil v eno državo, prišlo do zlitja narečij v en skupen jezik (κοινὴ διάλεκτος), je bila njegova osnova ravno atiško narečje. Ta skupni jezik se je uporabljal kot sporazumevalni jezik v državah, ki so nastale na območju velikega Aleksandrovega imperija.

## Zgodovina
Grščina se je na Balkanu govorila od konca tretjega tisočletja pr. n. št. Najstarejši dokaz za to je v Meseniji najdena glinasta tablica (linearna pisava B) iz let med 1450 in 1350 pr. n. št., tako da je grščina  najstarejši še živeči jezik. Med indoevropskimi jeziki, katerih starost potrjujejo pisani viri, se lahko z njo meri samo izumrla anatolščina.

### Obdobja
Grščina se običajno deli na ta obdobja: 
- protogrščina: jezik brez prič v pisni obliki, verjetno zadnji skupni prednik vse znanih zvrsti grščine. Indoevropski govorci so verjetno prišli na grški polotok konec 3. tisočletja pr. n. št. Od takrat se v Grčiji brez prekinitev govori grško;
- mikenska grščina: jezik mikenske civilizacije. Zapisan je v linearni pisavi B na tablicah od 15. stoletja pr. n. št. dalje;
- stara grščina: s svojimi raznimi  narečji je jezik arhaičnega in  klasičnega obdobja  antične grške civilizacije. Jezik je bil na splošno znan po vsem rimskem imperiju. Stara grščina je bila v zahodni Evropi v srednjem veku pozabljena, vendar je ostala  uradni jezik  bizantinskega sveta; preostala Evropa jo je spoznala ob padcu Konstantinopla in selitvi Grkov na zahod;

- grščina koiné: zlitje  jonske grščine z  atiško, to je z narečjem Aten, je bilo začetek nastajanja prvega skupnega grškega narečja, ki je postala lingua franca v vzhodnem Sredozemlju in na Bližnjem vzhodu. Koiné lahko najprej zasledimo v vojskah in na osvojenih ozemljih Aleksandra Velikega; po helenistični kolonizaciji znanega sveta in po  rimljanski osvojitvi Grčije, je Rim postal dejansko dvojezičen in koiné je postal latinščini enakovreden jezik rimskega imperija. Izvor krščanstva lahko zasledimo tudi prek grščine koiné, saj so  apostoli uporabljali ta jezik v Grčiji in drugod po grško govorečem svetu (oikumene). Koiné  je znan tudi kot helenistična grščina, grščina Nove zaveze in včasih biblična grščina, saj je jezik Septuaginte, to je skupnega prevoda nove in stare zaveze;

- srednjeveška grščina, znana tudi kot bizantinska grščina: nadaljevanje jezika koiné med bizantinskim imperijem do njegovega propada v 15. stoletju. Srednjeveška grščina je ime za številne govorne in pisne sloge, vse od potomcev govorjenega koiné (ki je v marsikaterem pogledu že blizu moderni grščini) do akademsko dvignjenih oblik, ki oponašajo atiško grščino. Večina pisane grščine, ki je bila uradni jezik bizantinskega cesarstva, je eklektično stičišče, ki temelji na tradiciji pisanega jezika koiné;
- moderna grščina, s koreninami v srednjeveški grščini je v moderni grščini čutiti vplive bizantinskega obdobja, ki segajo do 11. stoletja. Govorijo jo Grki. Poleg standardne moderne grščine ima veliko narečij.

### Diglosija
V sodobnih časih je za grški jezik značilna diglosija ali dvojezičje, to je obstoj domačega jezika (vernakularja) na eni strani in arhaizirane  oblike jezika na drugi strani. Grško jezikovno vprašanje je ime za polarizacijo med dvema konkurenčnima vrstama moderne grščine:  demotike, današnje oblike grškega jezika na eni strani, in katarevuse, to je prečiščeni jezik med demotsko in staro grščino, razvite v začetku 19. stoletja, ter jezika za literarne in uradne namene novonastale grške države. Leta 1976 so demotiko razglasili za uradni jezik Grčije, dodali so mu značilnosti katarevuse in v tej obliki se danes uporablja za vse uradne namene in v izobraževanju.

### Zgodovinska enotnost
Zgodovinska enotnost in neprekinjena istovetnost različnih faz grškega jezika se pogosto poudarjata. Čeprav je grščina doživela morfološke in fonološke spremembe, ki jih lahko primerjamo s spremembami v drugih jezikih, nikoli, od klasične antike dalje, kulturna, literarna in pravopisna tradicija jezika ni bila prekinjena do take mere, da bi lahko govorili o nastanku novega jezika. Grški govorniki danes še vedno pogosto jemljejo literarna dela antične grščine kot del lastnega, ne pa tujega jezika.  Pogosto je slišati mnenje, da so bile zgodovinske spremembe sorazmerno majhne v primerjavi z nekaterimi drugimi jeziki, kot na primer: "Homerjeva grščina je verjetno bliže demotski grščini, kot pa je angleščina 12. stoletja blizu angleščini, ki se govori danes." 

## Slovenjenje grških imen
Priporočila o rabi grških besed presega pravila prečrkovanja (grške abecede); saj je treba določiti tudi pregibanje in skladnjo. Poleg tega so se nekatere oblike v jezikovni praksi že ustalile. Nekatera imena so k nam zašla tudi posredno, največ prek latinščine. V slovenskem prevodnem slovstvu in slovarjih najdemo različna slovenjenja. Novejša priporočila (Slovenski pravopis, namenski slovar s pravili Bronislave Aubelj) temeljijo na približevanju k izvorni obliki.

### Splošno ozadje
- Grščina, (v angleščini) Columbia Electronic Encyclopedia.
- Grški jezik in lingvistika, v angleščini – koristni podatki o zgodovini jezika, moderna lingvistika in grščina, orodja za učenje grščine.
- Aristotelova univerza v Solunu, Portal za grščino, učna sredstva za grški jezik, jezikoslovje
- Projekt Perzej (v angleščini) ima številne pripomočke za študij klasičnih jezikov in literature
- Uvod v antično grščino, v angleščini, University of California, Berkeley